# Боришин
Боришин (пол. Boryszyn, нім. Burschen) — село в Польщі, у гміні Любжа Свебодзінського повіту Любуського воєводства.
Населення — 205 осіб (2011).

## Демографія
Демографічна структура станом на 31 березня 2011 року:
|          | Загалом | Допрацездатний вік | Працездатний вік | Постпрацездатний вік |
| -------- | ------- | ------------------ | ---------------- | -------------------- |
| Чоловіки | 109     | 38                 | 62               | 9                    |
| Жінки    | 96      | 27                 | 55               | 14                   |
| Разом    | 205     | 65                 | 117              | 23                   |